# Неа Генеа (эсминец)
Неа Генеа (греч. Νέα Γενεά — Новое поколение) — эсминец греческого флота, принявший участие в Балканских войнах 1912—1913 годов и в Первой мировой войне. Первоначально был заказан германским флотом и строился в Щецине как эсминец V-6. Готовым к сдаче, был поспешно выкуплен греческим правительством, вместе с однотипным «Керавнос», в связи с надвигающейся войной с турками. Бо́льшая часть стоимости корабля была оплачена греками Америки, после сбора денег организованного поэтом Спиросом Мацукасом. Поэту корабль был обязан своим необычным для греческого флота именем.
Был принят капитаном Г.Каламидосом и присоединился к эскадре флота 8 ноября 1912 года в порту Митилини (в день освобождения острова Лесбос).
Вместе с 4 эсминцами «типа Леон», также приобретёнными в последний момент, «Неа Генеа» и «Керавнос» были самыми новыми кораблями греческого флота.
11 ноября эсминец принял участие в освобождении острова Хиос.
3 (16) декабря 1912 года, «Неа Генеа», в составе греческого флота ведомого флагманом броненосцем Авероф под командованием адмирала Кунтуриотиса принял участие в греческой победе над турецким флотом у Элли.
5 (18) января 1913 года «Неа Генеа» наряду с 4 греческими броненосцами и 8 эсминцами принял участие в последовавшей греческой победе над турецким флотом у Лемноса, после которой турецкий флот не посмел более выйти из проливов.
В последующие после этой войны годы греческий флот с большими усилиями поддерживал в удовлетворительном техническом состоянии эти два корабля, учитывая что они были первыми на флоте с паровыми турбинами и возникшие политические сложности в обеспечении запасных частей из Германии. С июня 1914 года по октябрь 1916 года капитаном корабля был Периклис Аргиропулос.
В октябре 1916 года корабль был конфискован Антантой, по причине первоначального нейтралитета Греции и был передан французам.
В 1918 году корабль был возвращён Греции, но находился в ужасном состоянии (мог развивать ход не более 26 узлов), после его эксплуатации французским колониальным экипажем из Сенегала. В довершении к этому, сенегальский экипаж, время от времени, продавал запасные части корабля и продал всю судовую утварь. Ремонт корабля был признан экономически нецелесообразным. В течение года корабль использовался как водолей.
В 1919 году было принято решение вывести эсминец из состава флота. Эсминец был продан на лом в 1921 году.
- Орудия эсминцев «Неа Генеа» и «Керавнос» были использованы позже для модернизации миноносцев типа Сфендони ΙΙ.